# FIDE Women's Grand Prix 2024-2025
Il FIDE Women's Grand Prix 2024-2025 è stata la settima edizione del circuito, legato al ciclo mondiale femminile, che ha avuto inizio il 14 agosto 2024 e si è chiuso il 17 maggio 2025. Le prime due classificate si qualificavano per il Torneo delle candidate.
Il circuito è stato vinto dalla cinese Zhu Jiner. La seconda classificata, Aleksandra Gorjačkina, ha ottenuto la qualificazione al Torneo delle candidate 2026.

## Formato
Il circuito consisteva di sei tornei e vi prendevano parte venti partecipanti. A ogni torneo potevano partecipare soltanto dieci partecipanti, perciò ogni iscritta poteva disputare soltanto tre tornei dei sei previsti. Ogni torneo si svolgeva con la formula del girone all'italiana.

### Sistema di punteggio
I punti Grand Prix vengono assegnati nel modo seguente:
| Piazzamento | 1   | 2   | 3  | 4  | 5  | 6  | 7  | 8  | 9  | 10 |
| ----------- | --- | --- | -- | -- | -- | -- | -- | -- | -- | -- |
| Punti       | 130 | 105 | 85 | 70 | 60 | 50 | 40 | 30 | 20 | 10 |

In caso di pari merito i punti e i premi sono equamente divisi.

## Criteri di qualificazione
Venti scacchiste si sono qualificate con i seguenti:
1. le due finaliste del Campionato del mondo femminile di scacchi 2023: Ju Wenjun, Lei Tingjie;
2. le prime due classificate del FIDE Women's Grand Prix 2022-2023: Kateryna Lahno, Aleksandra Gorjačkina;
3. le prime tre della Coppa del Mondo 2023: Nurgyul Salimova, Anna Muzyčuk, Tan Zhongyi;
4. le tre migliori del FIDE Women's Grand Swiss 2023, che non fossero già qualificate attraverso i criteri precedenti, e non scorrendo oltre il quarto posto: Vaishali, Batkhuyagiin Möngöntuul;
5. le quattro migliori della classifica mondiale FIDE ad aprile 2024, che avessero giocato almeno trenta partita nel periodo maggio 2023-aprile 2024, che non si fossero già qualificate per il Grand Prix con gli altri criteri;
6. sei wild card degli organizzatori.

Per il criterio 4 se le qualificate sono meno di tre, c'è uno slot in più dal criterio 5. Per ogni rinuncia all'invito, tramite gli altri criteri, escluso il criterio 6, si ricorrerà al criterio 5. Per le rinunce alla wild card, vengono effettuati altri inviti, in accordo con il Presidente della FIDE.

## Partecipanti
Le partecipanti secondo i criteri stabiliti dalla FIDE. Elo di aprile 2024.
| Nr. | Nome                       | Elo  | Qualificazione                 |
| --- | -------------------------- | ---- | ------------------------------ |
| 1   | Lei Tingjie                | 2550 | Finalista mondiale             |
| 2   | Aleksandra Gorjačkina[N 1] | 2553 | FIDE GP 2022-2023              |
| 3   | Kateryna Lahno[N 1]        | 2542 | FIDE GP 2022-2023              |
| 4   | Nurgjul Salimova           | 2432 | Coppa del Mondo                |
| 5   | Anna Muzyčuk               | 2520 | Coppa del Mondo                |
| 6   | Tan Zhongyi                | 2521 | Coppa del Mondo                |
| 7   | Vaishali                   | 2475 | Women's Grand Swiss            |
| 8   | Batkhuyagiin Möngöntuul    | 2381 | Women's Grand Swiss            |
| 9   | Humpy Koneru               | 2546 | Classifica FIDE                |
| 10  | Marija Muzyčuk             | 2510 | Classifica FIDE                |
| 11  | Nana Dzagnidze             | 2506 | Classifica FIDE                |
| 12  | Harika Dronavalli          | 2503 | Classifica FIDE                |
| 13  | Aleksandra Kostenjuk       | 2501 | Classifica FIDE                |
| 14  | Sārā Xādemālsharīʾẹ        | 2490 | Classifica FIDE                |
| 15  | Divya Deshmukh             | 2427 | Wild card                      |
| 16  | Bıbisara Asaubaeva         | 2481 | Wild card                      |
| 17  | Elisabeth Pähtz            | 2457 | Wild card                      |
| 18  | Lela Javakhishvili         | 2447 | Wild card                      |
| 19  | Regina Pokorná             | 2302 | Wild card                      |
| 20  | Stavroula Tsolakidou       | 2424 | Wild card                      |
| 21  | Alina Kašlinskaja          | 2468 | Sostituzione Pokornà (Tbilisi) |

## Classifica generale
|  |

## Tbilisi
|    | Giocatrice           | Elo  | 1          | 2          | 3          | 4          | 5          | 6          | 7          | 8          | 9          | 10         | PT  | Punti GP |
| -- | -------------------- | ---- | ---------- | ---------- | ---------- | ---------- | ---------- | ---------- | ---------- | ---------- | ---------- | ---------- | --- | -------- |
| 1  | Alina Kašlinskaja    | 2472 | Non appare | ½          | ½          | ½          | ½          | 1          | 1          | ½          | 1          | ½          | 6   | 130      |
| 2  | Bıbisara Asaubaeva   | 2472 | ½          | Non appare | ½          | ½          | ½          | ½          | ½          | ½          | ½          | 1          | 5,5 | 105      |
| 3  | Stavroula Tsolakidou | 2428 | ½          | ½          | Non appare | ½          | ½          | ½          | 1          | ½          | ½          | ½          | 5   | 71,67    |
| 3  | Anna Muzyčuk         | 2521 | ½          | ½          | ½          | Non appare | ½          | ½          | ½          | ½          | ½          | 1          | 5   | 71,67    |
| 3  | Nana Dzagnidze       | 2505 | ½          | ½          | ½          | ½          | Non appare | ½          | 0          | 1          | ½          | 1          | 5   | 71,67    |
| 6  | Marija Muzyčuk       | 2508 | 0          | ½          | ½          | ½          | ½          | Non appare | 1          | ½          | ½          | ½          | 4,5 | 50       |
| 7  | Vaishali             | 2488 | 0          | ½          | 0          | ½          | 1          | 0          | Non appare | ½          | ½          | 1          | 4   | 35       |
| 7  | Aleksandra Kostenjuk | 2488 | ½          | 0          | ½          | ½          | 0          | ½          | ½          | Non appare | ½          | 1          | 4   | 35       |
| 9  | Lela Javakhishvili   | 2451 | 0          | ½          | ½          | ½          | ½          | ½          | ½          | ½          | Non appare | 0          | 3,5 | 20       |
| 10 | Sārā Xādemālsharīʾẹ  | 2489 | ½          | 0          | ½          | 0          | 0          | ½          | 0          | 0          | 1          | Non appare | 2,5 | 10       |

## Şımkent
|   | Giocatrice              | Elo  | 1          | 2          | 3          | 4          | 5          | 6          | 7          | 8          | 9          | 10         | PT  | Punti GP |
| - | ----------------------- | ---- | ---------- | ---------- | ---------- | ---------- | ---------- | ---------- | ---------- | ---------- | ---------- | ---------- | --- | -------- |
| 1 | Aleksandra Gorjačkina   | 2528 | Non appare |            |            |            |            |            |            |            |            |            | 7   | 130      |
| 2 | Tan Zhongyi             | 2551 |            | Non appare |            |            |            |            |            |            |            |            | 6,5 | 105      |
| 3 | Bıbisara Asaubaeva      | 2488 |            |            | Non appare |            |            |            |            |            |            |            | 5   | 77,5     |
| 3 | Stavroula Tsolakidou    | 2439 |            |            |            | Non appare |            |            |            |            |            |            | 5   | 77,5     |
| 5 | Humpy Koneru            | 2530 |            |            |            |            | Non appare |            |            |            |            |            | 4,5 | 55       |
| 5 | Divya Deshmukh          | 2501 |            |            |            |            |            | Non appare |            |            |            |            | 4,5 | 55       |
| 7 | Kateryna Lahno          | 2527 |            |            |            |            |            |            | Non appare |            |            |            | 4   | 40       |
| 8 | Nurgjul Salimova        | 2405 |            |            |            |            |            |            |            | Non appare |            |            | 3,5 | 30       |
| 9 | Batkhuyagiin Möngöntuul | 2344 |            |            |            |            |            |            |            |            | Non appare |            | 2,5 | 15       |
| 9 | Elisabeth Pähtz         | 2458 | 0          | 0          | 0          | ½          |            |            |            | ½          | 0          | Non appare | 2,5 | 15       |